# Astylosternus
Astylosternus – rodzaj płazów bezogonowych z podrodziny Astylosterninae w rodzinie artroleptowatych (Arthroleptidae).

## Zasięg występowania
Rodzaj obejmuje gatunki występujące od Sierra Leone do Republiki Środkowoafrykańskiej i Mayombe Hills w Demokratycznej Republice Konga, z luką w regionie Ghany.

## Systematyka

### Etymologia
- Astylosternus: gr. αστυλος astulos „bez kolumny, podpory”[6]; στερνον sternon „pierś”[7].
- Gampsosteonyx: gr. γαμψος gampsos „zakrzywiony”[8]; οστεον osteon „kość”[9]; ονυξ onux, ονυχος onukhos „szpon, pazur”[10]. Gatunek typowy: Gampsosteonyx batesi Boulenger, 1900.
- Dilobates: gr. δειλη deilē „popołudnie, wieczór”[11]; βατης batēs „piechur”, od βατεω bateō „stąpać”, od βαινω bainō „iść”[12]. Gatunek typowy: Dilobates platycephalus Boulenger, 1900 (= Gampsosteonyx batesi Boulenger, 1900).

### Podział systematyczny
Do rodzaju należą następujące gatunki:
- Astylosternus batesi (Boulenger, 1900)
- Astylosternus diadematus Werner, 1898
- Astylosternus fallax Amiet, 1978
- Astylosternus laticephalus Rödel, Hillers, Leaché, Kouamé, Ofori-Boateng, Diaz & Sandberger, 2012
- Astylosternus laurenti Amiet, 1978
- Astylosternus montanus Amiet, 1978
- Astylosternus nganhanus Amiet, 1978
- Astylosternus occidentalis Parker, 1931
- Astylosternus perreti Amiet, 1978
- Astylosternus ranoides Amiet, 1978
- Astylosternus rheophilus Amiet, 1978
- Astylosternus robustus (Boulenger, 1900) – zadziornica włochata
- Astylosternus schioetzi Amiet, 1978